# لويس جورج الكسندر
لويس جورج الكسندر (بالإنجليزية: Louis George Alexander)‏ هو رسام ومدرس بريطاني، ولد في 15 يناير 1932، وتوفي في 17 يونيو 2002.